# Akaki Chachua
Akaki Chachua (in georgiano აკაკი ჩაჩუა?; Samtredia, 16 settembre 1969) è un ex lottatore georgiano, specializzato nella lotta greco-romana.

## Palmarès

### Olimpiadi
- 1 medaglia:
  - 1 bronzo (Sydney 2000 nei 64 kg)